# Ministri degli affari esteri dell'Islanda
I ministri degli affari esteri dell'Islanda si sono avvicendati dal 1944, anno dell'indipendenza dalla Danimarca e di proclamazione della repubblica, in poi.

## Lista
| Ministro          | Ministro          | Ministro                                   | Partito                    | Governo                  | Mandato           | Mandato           |
| Ministro          | Ministro          | Ministro                                   | Partito                    | Governo                  | Inizio            | Fine              |
| ----------------- | ----------------- | ------------------------------------------ | -------------------------- | ------------------------ | ----------------- | ----------------- |
|                   |                   | Ólafur Thors (1892-1964)                   | Partito dell'Indipendenza  | Thors II                 | 21 ottobre 1944   | 4 febbraio 1947   |
|                   |                   | Bjarni Benediktsson (1908-1970)            | Partito dell'Indipendenza  | Stefánsson               | 4 febbraio 1947   | 6 dicembre 1949   |
| Thors III         | 6 dicembre 1949   | Bjarni Benediktsson (1908-1970)            | Partito dell'Indipendenza  | 14 marzo 1950            |                   |                   |
| Steinþórsson      | 14 marzo 1950     | Bjarni Benediktsson (1908-1970)            | Partito dell'Indipendenza  | 11 settembre 1953        |                   |                   |
|                   |                   | Kristinn Guðmundsson (1897-1982)           | Partito Progressista       | Thors IV                 | 11 settembre 1953 | 24 luglio 1956    |
|                   |                   | Guðmundur Ívarsson Guðmundsson (1909-1987) | Partito Socialdemocratico  | Jónasson V               | 24 luglio 1956    | 3 agosto 1956     |
|                   |                   | Emil Jónsson (1902-1986)                   | Partito Socialdemocratico  | Jónasson V               | 3 agosto 1956     | 17 ottobre 1956   |
|                   |                   | Guðmundur Ívarsson Guðmundsson (1909-1987) | Partito Socialdemocratico  | Jónasson V               | 17 ottobre 1956   | 23 dicembre 1958  |
| Jónsson           | 23 dicembre 1958  | Guðmundur Ívarsson Guðmundsson (1909-1987) | Partito Socialdemocratico  | 20 novembre 1959         |                   |                   |
| Thors V           | 20 novembre 1959  | Guðmundur Ívarsson Guðmundsson (1909-1987) | Partito Socialdemocratico  | 14 novembre 1963         |                   |                   |
| Benediktsson      | 14 novembre 1963  | Guðmundur Ívarsson Guðmundsson (1909-1987) | Partito Socialdemocratico  | 31 agosto 1965           |                   |                   |
| Benediktsson      |                   |                                            | Partito Socialdemocratico  | Emil Jónsson (1902-1986) | 31 agosto 1965    | 10 luglio 1970    |
| Hafstein          | 10 luglio 1970    | 14 luglio 1971                             | Partito Socialdemocratico  | Emil Jónsson (1902-1986) |                   |                   |
|                   |                   | Einar Ágústsson (1922-1986)                | Partito Progressista       | Jóhannesson I            | 14 luglio 1971    | 28 agosto 1974    |
| Hallgrímsson      | 28 agosto 1974    | Einar Ágústsson (1922-1986)                | Partito Progressista       | 1º settembre 1978        |                   |                   |
|                   |                   | Benedikt Sigurðsson Gröndal (1924-2010)    | Partito Socialdemocratico  | Jóhannesson II           | 1º settembre 1978 | 15 ottobre 1979   |
| Gröndal           | 15 ottobre 1979   | Benedikt Sigurðsson Gröndal (1924-2010)    | Partito Socialdemocratico  | 8 febbraio 1980          |                   |                   |
|                   |                   | Ólafur Jóhannesson (1913-1984)             | Partito Progressista       | Thoroddsen               | 8 febbraio 1980   | 26 maggio 1983    |
|                   |                   | Geir Hallgrímsson (1925-1990)              | Partito dell'Indipendenza  | Hermannsson I            | 26 maggio 1983    | 24 gennaio 1986   |
|                   |                   | Matthías Árni Mathiesen (1931-2011)        | Partito dell'Indipendenza  | Hermannsson I            | 24 gennaio 1986   | 8 luglio 1987     |
|                   |                   | Steingrímur Hermannsson (1928-2010)        | Partito Progressista       | Pálsson                  | 8 luglio 1987     | 28 settembre 1988 |
|                   |                   | Jón Baldvin Hannibalsson (1939)            | Partito Socialdemocratico  | Hermannsson II           | 28 settembre 1988 | 10 settembre 1989 |
| Hermannsson III   | 10 settembre 1989 | Jón Baldvin Hannibalsson (1939)            | Partito Socialdemocratico  | 30 aprile 1991           |                   |                   |
| Oddsson I         | 30 aprile 1991    | Jón Baldvin Hannibalsson (1939)            | Partito Socialdemocratico  | 23 aprile 1995           |                   |                   |
|                   |                   | Halldór Ásgrímsson (1947-2015)             | Partito Progressista       | Oddsson II               | 23 aprile 1995    | 28 maggio 1999    |
| Oddsson III       | 28 maggio 1999    | Halldór Ásgrímsson (1947-2015)             | Partito Progressista       | 23 maggio 2003           |                   |                   |
| Oddsson IV        | 23 maggio 2003    | Halldór Ásgrímsson (1947-2015)             | Partito Progressista       | 15 settembre 2004        |                   |                   |
|                   |                   | Davíð Oddsson (1948)                       | Partito dell'Indipendenza  | Ásgrímsson               | 15 settembre 2004 | 27 settembre 2005 |
|                   |                   | Geir Hilmar Haarde (1951)                  | Partito dell'Indipendenza  | Ásgrímsson               | 27 settembre 2005 | 15 giugno 2006    |
|                   |                   | Valgerður Sverrisdóttir (1950)             | Partito Progressista       | Haarde I                 | 15 giugno 2006    | 24 maggio 2007    |
|                   |                   | Ingibjörg Sólrún Gísladóttir (1954)        | Alleanza Socialdemocratica | Haarde II                | 24 maggio 2007    | 1º febbraio 2009  |
|                   |                   | Össur Skarphéðinsson (1953)                | Alleanza Socialdemocratica | Sigurðardóttir I         | 1º febbraio 2009  | 10 maggio 2009    |
| Sigurðardóttir II | 10 maggio 2009    | Össur Skarphéðinsson (1953)                | Alleanza Socialdemocratica | 23 maggio 2013           |                   |                   |
|                   |                   | Gunnar Bragi Sveinsson (1968)              | Partito Progressista       | Gunnlaugsson             | 23 maggio 2013    | 7 aprile 2016     |
|                   |                   | Lilja Dögg Alfreðsdóttir (1973)            | Partito Progressista       | Jóhannsson               | 7 aprile 2016     | 11 gennaio 2017   |
|                   |                   | Guðlaugur Þór Þórðarson (1967)             | Partito dell'Indipendenza  | Benediktsson I           | 11 gennaio 2017   | 15 settembre 2017 |
| Jakobsdóttir I    | 15 settembre 2017 | Guðlaugur Þór Þórðarson (1967)             | Partito dell'Indipendenza  | 28 novembre 2021         |                   |                   |
|                   |                   | Þórdís Kolbrún R. Gylfadóttir (1987)       | Partito dell'Indipendenza  | Jakobsdóttir II          | 28 novembre 2021  | 14 ottobre 2023   |
|                   |                   | Bjarni Benediktsson (1970)                 | Partito dell'Indipendenza  | Jakobsdóttir II          | 14 ottobre 2023   | 9 aprile 2024     |
|                   |                   | Þórdís Kolbrún R. Gylfadóttir (1987)       | Partito dell'Indipendenza  | Benediktsson II          | 9 aprile 2024     | 21 dicembre 2024  |
|                   |                   | Þorgerður Katrín Gunnarsdóttir (1965)      | Rinascita                  | Frostadóttir             | 21 dicembre 2024  | in carica         |

### Esplicative
1. ↑  Ricopre anche la carica di Primo ministro.
2. ↑  Ricopre anche la carica di Ministro della giustizia e di Ministro dell'istruzione (dal 19 dicembre 1949 al 14 marzo 1950).
3. ↑  Ricopre anche la carica di Ministro delle comunicazioni.
4. ↑  Ricopre anche la carica di Ministro degli affari sociali dal 10 luglio 1970.
5. ↑  Ricopre anche la carica di Primo ministro dal 15 ottobre 1979.
6. ↑  Ricopre anche la carica di Ministro dell'ambiente e di Ministro dell'agricoltura dall'11 al 28 maggio 1999.
7. ↑  Ricopre anche la carica di Ministro per l'Hagstofa Íslands.
8. ↑  Ricopre anche la carica di Ministro dell'industria, dell'energia e del turismo fino al 10 maggio 2009.

### Bibliografiche
1. ↑  (EN) Former Ministers, su www.government.is. URL consultato il 9 dicembre 2024.